# Pavel Svoboda (lední hokejista)
Pavel Svoboda (* 9. února 1944, Praha) je bývalý český hokejový útočník.

## Hokejová kariéra
V československé lize hrál za Spartu Praha. Odehrál 10 ligových sezón, nastoupil ve 276 ligových utkáních, dal 74 gólů, měl 29 asistencí a 108 trestných minut. Za reprezentaci Československa nastoupil 28. 11. 1967 v Praze proti Švédsku.

## Klubové statistiky
| 1962/1963 | Spartak Praha Sokolovo | 1. liga | 10 | 1  | 0  | 1  | 10 |
| 1965/1966 | Sparta Praha           | 1. liga | 30 | 6  | 2  | 8  | 8  |
| 1966/1967 | Sparta Praha           | 1. liga | 33 | 12 | 3  | 15 | 10 |
| 1967/1968 | Sparta Praha           | 1. liga | 36 | 17 | 10 | 27 | 18 |
| 1968/1969 | Sparta Praha           | 1. liga | 36 | 12 | 6  | 18 | 22 |
| 1969/1970 | Sparta Praha           | 1. liga | 28 | 16 | 7  | 23 | 18 |
| 1970/1971 | Sparta Praha           | 1. liga | 25 | 7  | 1  | 8  | 16 |
| 1971/1972 | Sparta Praha           | 1. liga | 34 | 2  | 0  | 2  | 6  |
| 1972/1973 | Sparta Praha           | 1. liga | 28 | 1  | 0  | 1  | 0  |
| 1973/1974 | Sparta Praha           | 1. liga | 16 | 0  | 0  | 0  | 0  |